# 基赫努
基赫努是爱沙尼亚派爾努縣的一个乡村型市镇，位于基赫努岛及周边的一些小岛上。市镇面积为17平方公里，2021年时人口数量为704人，为爱沙尼亚人口数量第三少的市镇。

## 地理位置
基赫努市镇位于里加湾东北角的派爾努灣里。离最近的大陆有10公里远，距离派尔努40公里。全年有轮船链接岛屿至大陆。

## 行政管理
基赫努市镇隶属派爾努縣，市镇包括4个村庄。